# Villa micrargyra
Villa micrargyra är en tvåvingeart som först beskrevs av Walker 1871.  Villa micrargyra ingår i släktet Villa och familjen svävflugor. Inga underarter finns listade i Catalogue of Life.